# هوشنگ پورکریم
هوشنگ پورکریم (زاده ۱۳۱۱ بندر انزلی – درگذشته ۱۳۷۳ سوئد) مردم‌شناس ایرانی بود.

## زندگی‌نامه
در سال ١٣٤١ از طرف اداره کل موزه‌ها و فرهنگ عامه به  پورکریم مأموریت داده شد که به تمام آبادیهای شهرستانهای محلات، کاشان، اردستان و نایین سفر کند و همه نقشهای محلی آن آبادیها را گردآوری و بررسی نماید و همچنین هر جا که به گویش ناشناخته، یا مطالب ارزنده‌ای از زندگی مادی و معنوی مردم آن نواحی برخورد کرد به رشته یادداشت در آورد. هوشنگ پورکریم از سال ۱۳۴۲ با ماهنامه هنر و مردم همکاری داشت. این مجله که توسط انتشارات هنرهای زیبای کشور (وزارت فرهنگ و هنر بعدی) عرضه می‌شد، مرکز فعالیت بسیاری از فعالان عرصه انسان‌شناسی ایران به‌شمار می‌رفت. همکاری پورکریم با این مجله هشت سال به طول انجامید. در این دوره وی مقالات بسیاری را دربارهٔ موضوعات متنوع انسان شناختی ایران در این مجله منتشر کرد. علاوه بر آن پورکریم در اداره فرهنگ عامه (که بعداً گسترش یافت و مرکز مردمشناسی ایران نام گرفت) نیز به فعالیت پژوهشی مشغول بود. فعالیت او در این مرکز بیش از بیست سال ادامه داشت. به اعتقاد دکتر علی بلوک باشی، هوشنگ پورکریم «یکی از پایه‌های استوار این نهاد علمی ـ پژوهشی، و از کارشناسان برجسته و یار و یاور پژوهشگران آن بود»
از نظر دانشگاهی، هوشنگ پورکریم در مردادماه ۱۳۴۹ برای ادامه تحصیل به فرانسه فرستاده شد و در دانشگاه سوربن به تحصیل جامعه‌شناسی روستایی مشغول گردید. او در دوره تحصیل در فرانسه، هر سال به ایران می‌آمد و به همکاری علمی و نوشتاری خود با این مرکز ادامه می‌داد. پورکریم در سال ۱۳۵۴ با اخذ درجه فوق لیسانس در رشته «جامعه‌شناسی روستایی» به ایران بازگشت و تحقیقات خود را ادامه داد. به عنوان نمونه سردبیری دو شماره از فصلنامه مسائل کشاورزی ایران را برعهده گرفت و خود مقالاتی در زمینه جامعه روستایی و سیاست کشاورزی ایران در آن مجله به چاپ رساند.
علی بلوک‌باشی دربارهٔ اهدافی که پورکریم در تحقیقاتش به دنبال آن بود می‌نویسد: «در پژوهشهایش در میان روستائیان و عشایر می‌کوشید تا نحوه زندگی اجتماعی و فرهنگی مردم را به درستی بشناسد و چگونگی شیوه تولید کالا و مناسبات اقتصادی و اجتماعی میان قشرها و طبقه‌بندی مختلف را در یابد و از عوامل عقب ماندگی برخی گروه‌ها و قشرها در جوامع ایران، به خصوص جامعه‌های روستایی، آگاهی پیدا کند. نوشته‌هایش بیشتر بازتاب مجموعه دریافت‌ها و شناخت‌های او در این جامعه‌هاست. در همه آثارش روحیه آزادگی و گرایش‌های مردمی و صفات انسان دوستی او و رفاه جویی برای عامّه مردم آشکار است… او نخستین پژوهشگری بود که به مطالعه نقش انگاره‌های عامه بر روی دست بافت‌ها، کاسه و کوزه‌های سفالین و سنگ مزارها پرداخت و رابطه این نقش‌ها را با زندگی و فرهنگ و باورهای مردم و مفاهیم نمادین نقش‌ها را بررسی و تحلیل کرد. همو نخستین مردم شناس ایرانی بود که در جامعه ترکمن‌های ایران پژوهش میدانی کرد و حاصل پژوهش‌های خود را در زمینه ساختار اجتماعی، سیاسی، اقتصادی و فرهنگی و نظام‌های خویشاوندی، مذهبی و عقیدتی ترکمن در مجموعه مقالاتی به نگارش درآورد.»
وی همچنین دربارهٔ اندیشه پورکریم می‌نویسد: «پورکریم اندیشه‌ای ساخته و ورزیده و استوار داشت. زیربنای تفکرات او را مجموعهای از بینش‌های باریک اجتماعی و فرهنگی و سیاسی شکل می‌داد. می‌دانست برای چه می‌زید و برای چه قلم می‌زند. یک زندگی مسئولانه و هدفدار را دنبال می‌کرد. برای زیستن به آئین و قاعده و نظم اعتقاد داشت. نوشته‌های او نشانه‌هایی از شیوه تفکر و روش تحقیق و تکیه کلام‌های او را می‌نماید.»
ایشان همچنین دربارهٔ روحیات شخصی وی می‌نویسد: «هوشنگ پورکریم مردی افتاده و خاکی بود. ساده می‌زیست، ساده می‌پوشید، و ساده سخن می‌گفت و می‌نوشت. خاک پای مردم کوچه و بازار و خدمتگزار مردم ایل و روستا بود. همواره به یاد مردم ستمدیده یک لاقبا بود و از فکر آنها غفلت نمی‌ورزید، با خود پیمان بسته بود که تا جان در تن دارد در خدمت مردم تنگدست و مظلوم باشد. برای این که پیمان با مردم از یادش نرود همیشه این شعر را زمره می‌کرد: «بشکنی ای قلم، ای دست اگر/ پیچی از خدمت محرومان سر؟» در مقابل، در برابر گردنکشان خود کامه حکومتی، قلدران سیاسی و سرمایهداران زورمدار، روحی‌های پرخاشگر و ستیزه جو و قامتی پیوسته برافراشته، و زبان و قلمی تیز و شکننده داشت. سخت پایبند خانه و خانواده بود و به نهاد خانواده و قداست و حرمت آن ارج و بهای بسیار فراوان می‌گذاشت. تا هنگامی که ازدواج نکرده بود، همه تلاش او حفظ کانون گرم خانه پدری و حراست از همبستگی و سلامت و شادابی اعضای خانواده بود. وقتی هم که ازدواج کرد، دمی از شعلهور نگهداشتن اجاق محبت خانه پدر فارغ ننشست.»
هوشنگ پورکریم در سال ۱۳۶۲ به همراه همسر و تتها فرزندش به دلایل سیاسی (عضویت در حزب توده) تحت تعقیب قرار گرفت و از راه ارس به شوروی پناهنده شد و ۶ سال در مینسک زندگی کرد. در شوروی به دلایل سیاسی به همراه اکثریت اعضای این حزب از آن جدا شد  و سال ۱۳۶۸ به سوئد رفت و از کشور سوئد پناهندگی گرفت. تا اواخر سال ۱۳۶۹ در شهر تدهولم، شهری کوچک در جنوب سرزمین سوئد و تقریباً مجاور دانمار زندگی می‌کرد. سپس به یوتوبوری (گوتنبرگ)، بزرگترین شهر سوئد پس از استکهلم، رفت و تا پایان عمر در آنجا به سر برد.
او در اواخر عمر خود به آموزش ایرانیان، به خصوص جوانان، مشغول شد و به تدریس «تاریخ عمومی ایران»، «جامعه‌شناسی خانواده»، «جامعه‌شناسی کار» و «هنر و نقاشی در ایران» پرداخت. او چند نمایشگاه از تابلوهای نقاشی خود را در شهرهای یوتوبوری، استکهلم (سوئد)، و اسلو (نروژ) برپا کرد و متن ترجمه فارسی چند کتاب، از جمله تاریخ کردستان را ویراستاری نمود. او همچنین مقاله‌هایی در زمینه مسائل اجتماعی و فرهنگی و روستاشناسی نوشت و در مجله‌های فارسی زبان سوئد منتشر کرد. وی همچنین دربارهٔ مسئله «مهاجرت»، «خانواده»، «فردوسی و شاهنامه» در مجامعی که در دانشگاه یوتوبوری و برخی از انجمنهای فرهنگی شهر تشکیل می‌شد، به سخنرانی پرداخت. هوشنگ پورکریم در ۳ مرداد ۱۳۷۳ درگذشت.
آنچنان که مطلعان تاریخ انسان‌شناسی ایران ابراز کرده‌اند، آثار هوشنگ پورکریم را از لحاظ موضوع کلی می‌توان به سه دسته تقسیم کرد: روستاشناسی، ترکمن‌شناسی و هنرهای عامیانه ایران. دکتر ناصر فکوهی، هوشنگ پورکریم را جز نسل اول انسان شناسان غیر دانشگاهی (فعال در حوزه‌های غیر دانشگاهی) می‌داند که با تأسیس مرکز مردم‌شناسی ایران به سال ۱۳۳۹ کمک شایانی به شکل‌گیری دانش انسان‌شناسی در ایران نمودند. پژوهش‌های پورکریم از منابع اصلی و معتبری بود که انسان شناسان خارجی، مانند ویلیام آیرونز و بیبی رابعه لوکاشوا، در تحقیقات و تألیفات خود دربارهٔ ترکمنهای ایران بهره گرفتند. هوشنگ پورکریم پدر لاله پورکریم است.

## مرگ
هوشنگ پور کریم در یک اردوی تابستانی که توسط یک مؤسسه ایرانی ترتیب داده شده بود، غرق شد. او در حال کمک به زنی بود که در آب افتاده بود. زن نجات پیدا کرد اما قایق هوشنگ پورکریم چپ شد و او غرق شد.

## آثار
آثار او دربارهٔ ایران:

### کتاب
- ۱- سیاست کشاورزی برای جهان سوم در راه رشد غیر سرمایه داری، ۱۵۰،(مشخصات کتابشناختی این اثر به دست نیامد)
- ۲ - آلاشت، زادگاه اعلیحضرت رضاشاه کبیر، تهران، وزارت فرهنگ و هنر، ۲۱۷ص، ۱۳۵۰، مصور

این کتاب باردیگر در ۱۱۸ صفحه به چاپ رسیده‌است. تاریخ چاپ مجلد ۱۱۸ صفحهای مشخص نیست. نیز ممکن است که این نسخه در سال ۱۳۵۰ منتشر شده باشد.
- ۳ - فشندک به ضمیمه جغرافیای طالقان، تهران، دانشگاه تهران، دانشکده ادبیات، مؤسسه مطالعات و تحقیقات اجتماعی، ۱۳۴۱، ۱۹۷ص، مصور، نقشه

این کتاب شامل دو بخش است. بخش اول تک نگاری روستای فشندک در منطقه طالقان است که توسط پورکریم نوشته شده‌است و بخش دوم نوشتاری به نام «جغرافیای طالقان» است که توسط محمد حسن صنیع الدوله (۱۲۵۹–۱۳۱۳ه. ق) به نگارش درآمده و به این کتاب ضمیمه شده‌است. این کتاب با فروست ۶ انتشارات مؤسسه مطالعات و تحقیقات اجتماعی منتشر شده‌است. این کتاب اولین کتاب منتشره از مجموعه «دفترهای مونوگرافی» است.

### مقاله
- ۱ – ۵ - ترکمنهای ایران (پنج مقاله)، مجله هنر و مردم، دوره ۴–۶، شماره ۴۱، ۴۲ و ۶۴، اسفند ۱۳۴۴ و فروردین ۱۳۴۵ – بهمن ۱۳۴۶، ترکمنهای ایرانی، شماره۵۰، آذر ۱۳۴۵، صفحه: ۲۳–۳۴، سری جدید، شماره ۶۱ و ۶۲، آبان - آذر ۱۳۴۶، صفحه: ۴۹–۶۴، شماره ۶۳، دی ۱۳۴۶، صفحه: ۲۵ – ۳۳، سری جدید، شماره ۶۴، بهمن ۱۳۴۶، صفحه: ۵۵–۶۲
- ۶ - ترکمانان دهکده «قوشه تپه»، هنر و مردم، دوره ۸، شماره ۹۱، اردیبهشت ۱۳۴۹، صفحه: ۳۸–۴۸

دهکده قوشه تپه در شمال شرقی گنبد کاووس و در کنار رودخانه اترک قرار دارد.
- ۷ – ۸ -اینچه‌برون (طایفه)، هنر و مردم، شماره ۷۱، ۱۳۴۷، و شماره ۷۳، آبان ۱۳۴۷
- ۹ - ازدواج و کشتی‌گیری ترکمن‌ها در اینچه برون، جامه‌ها و هنرهای عامه در اینچه برون، هنر و مردم، شماره ۸۴، مهر ۱۳۴۸
- ۱۰ - آئین جشن چهارشنبه سوری در ایران، مجله هنر و مردم، شماره ۷۷ و ۷۸، اسفند ۱۳۴۷ و فروردین ۱۳۴۸، ص۱۲–۲۹.
- ۱۱ - مراسم عید نوروز و جشن‌های باستانی در یکی از دهکده‌های مازندران،[۳] هنر و مردم، سری جدید، شماره ۶۶، فروردین ۱۳۴۷، صفحه: ۱۹–۲۷
- ۱۲ - نقش و نگارهای ایران، هنر و مردم، دوره جدید، شماره ۹، تیر ۱۳۴۲، صفحه: ۱۱–۱۹
- ۱۳ - نقش و نگارهای عامیانه ایران و اهمیت گردآوری و بررسی آنها، مردمشناسی و فرهنگ عامه ایران، شماره ۱، تابستان ۱۳۵۳، صفحه: ۲۲–۲۹
- ۱۴ - نقش و نگار سفالینه‌های لالجین،[۴] هنر و مردم، دوره جدید، شماره ۳۹ و ۴۰، دی - بهمن ۱۳۴۴، صفحه: ۳۱–۳۸
- ۱۵ - جامه‌ها و هنرهای عامه در اینچه برون، هنر و مردم، شماره ۷۹، اردیبهشت ۱۳۴۸
- ۱۶ - «جفت» واحد تولید سنتی کشاورزی در ایران، مردمشناسی و فرهنگ عامه ایران، شماره ۲، پاییز ۱۳۴۵، صفحه: ۲۷–۳۹

سنگ قبرهایی از دهکده فشندک، هنر و مردم، دوره جدید، شماره ۲۳، شهریور ۱۳۴۳، صفحه: ۲۷–۲۹
- ۱۷ - سنگ مزارهای ایران، هنر و مردم، دوره جدید، شماره ۱۲، مهر ۱۳۴۲، صفحه: ۳۱–۳۹
- ۱۸ – پاک ده،[۵] هنر و مردم، دوره جدید، شماره ۲۷، دی ۱۳۴۳، صفحه: ۹–۱۸
- ۱۹ - دهکده حجیج،[۶] هنر و مردم، دوره جدید، شماره ۴۷، شهریور ۱۳۴۵، صفحه: ۳۴–۴۶
- ۲۰ - دهکده زیارت،[۷] هنر و مردم، دوره جدید، شماره ۴۸، مهر ۱۳۴۵، صفحه: ۱۱–۲۹
- ۲۱ - الاشت[۸] زادگاه اعلیحضرت رضاشاه کبیر، هنر و مردم، سری جدید، شماره ۶۵، اسفند ۱۳۴۶، صفحه: ۳۰–۴۸
- ۲۲ - پاوه،[۹] هنر و مردم، سری جدید، شماره ۳۲ و ۳۳، خرداد - تیر ۱۳۴۴، صفحه: ۸–۱۲
- ۲۳ - کردان باچوانلوئی قوچان، هنر و مردم، شماره ۸۸، بهمن ۱۳۴۸، صفحه: ۲۳–۲۹
- ۲۴ - دهکده سما،[۱۰] هنر و مردم، شماره ۹۵، شهریور ۱۳۴۹، صفحه: ۳۱–۴۴
- ۲۵ - دهکده رامشین،[۱۱] هنر و مردم، شماره ۹۰، فروردین ۱۳۴۹، صفحه: ۵۴–۶۸
- ۲۶ - دهکده پاقلعه،[۱۲] هنر و مردم، سال دهم، شماره ۵۸، مرداد ۱۳۴۶، صفحه: ۲۴–۴۲

### ترجمه
- ۱ - بازن، مارسل؛ برمبرژه، کریستین، اسنادی دربارهٔ چگونگی توزیع چند ویژگی فرهنگی در گیلان و آذربایجان شرقی، مردمشناسی و فرهنگ عامه ایران، شماره ۲، پاییز ۱۳۴۵، صفحه: ۱۲۰–۱۳۹
- ۲ - (با اصغر کریمی) پیر دیگار، ژان؛ بررسی توزیع چند پدیده فرهنگی در منطقه بختیاری (زاگرس مرکزی)، مردمشناسی و فرهنگ عامه ایران، شماره ۱، تابستان ۱۳۵۳، صفحه: ۱۰۲–۱۰۷